# Eenhana (Wahlkreis)
Der Wahlkreis Eenhana ist ein Wahlkreis im Osten der Region Ohangwena im zentralen Norden Namibias. Kreisverwaltungssitz ist Eenhana, wobei sich da Verwaltungsbüro 18 Kilometer südlich in Onambutu befindet. Im Wahlkreis leben (Stand 2023) 35.300 Menschen auf einer Fläche von 904 Quadratkilometern.

## Wahlen
| Wahl | Name               | Partei | Stimmenanteil |
| ---- | ------------------ | ------ | ------------- |
| 1992 |                    |        |               |
| 1998 | Karlous Shinohamba | SWAPO  | 98,9 %        |
| 2004 | Karlous Shinohamba | SWAPO  | 99,1 %        |
| 2010 | Nehemiah Haufiku   | SWAPO  | 93,4 %        |
| 2015 | Nehemiah Haufiku   | SWAPO  | 96,9 %        |
| 2020 | Olivia Hanghuwo    | SWAPO  | 85,4 %        |